# Greene King
Greene King — крупная пивоваренная компания и владелец пабов в Великобритании. Штаб-квартира расположена в Бери-Сент-Эдмундс (графство Саффолк).

## История

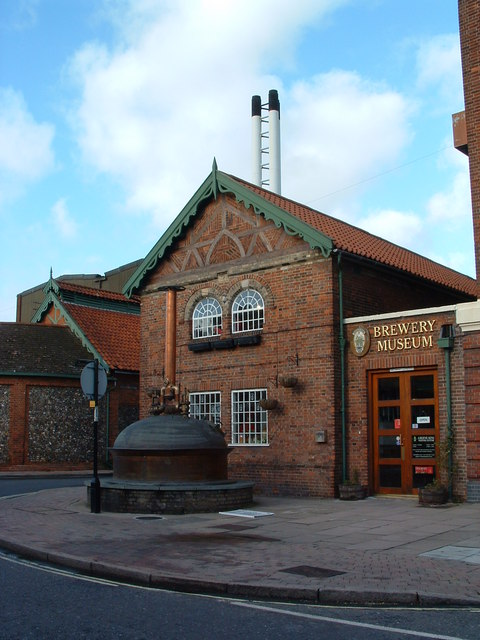
Корпоративный музей пивоварения

Пивоварня была основана в 1799 году Бенджамином Грином в Бери-Сент-Эдмундсе, где находится и поныне. К другой ветви того же рода Гринов (Greene) принадлежали писатель Грэм Грин и его брат Хью, возглавлявший в 1960-е годы «Би-би-си». 
В 1836 году дело перешло к Эдварду Грину, а в 1887 году он слился с пивоваренным бизнесом Фредерика Уильяма Кинга, так получился Greene King.
Далее компания росла за счёт слияний и поглощений, взяв под контроль Rayments Brewery (1961), the Magic Pub Company (1996), Hungry Horse (1996), Morland Brewery (1999), Old English Inns (2001), Morrells (2002), большую часть Laurel Pub Company (2004), Ridley’s Brewery (2005), Belhaven Brewery (2005), Hardys and Hansons (2006), сеть рыбных ресторанов Loch Fyne (2007), Cloverleaf (2011), Realpubs (2011), the Capital Pub Company (2011) и the Spirit Pub Company (2015).
Покупка Spirit Pub Company, которую Greene King приобрёл за 773,6 млн фунтов стерлингов, привела к тому, что общее количество площадок Greene King достигло 3116, объединив 14 брендов, и сделало Greene King компанией, управляющей крупнейшей сетью пабов Великобритании. Сделка была завершена 23 июня 2015 года.
В 2019 холдинговая компания из Гонконга CK Assets изъявила желание получить контроль над Greene King. Сделка была одобрена Высшим судом в октябре того же года.

## Марки пива и ассортимент

### Greene King

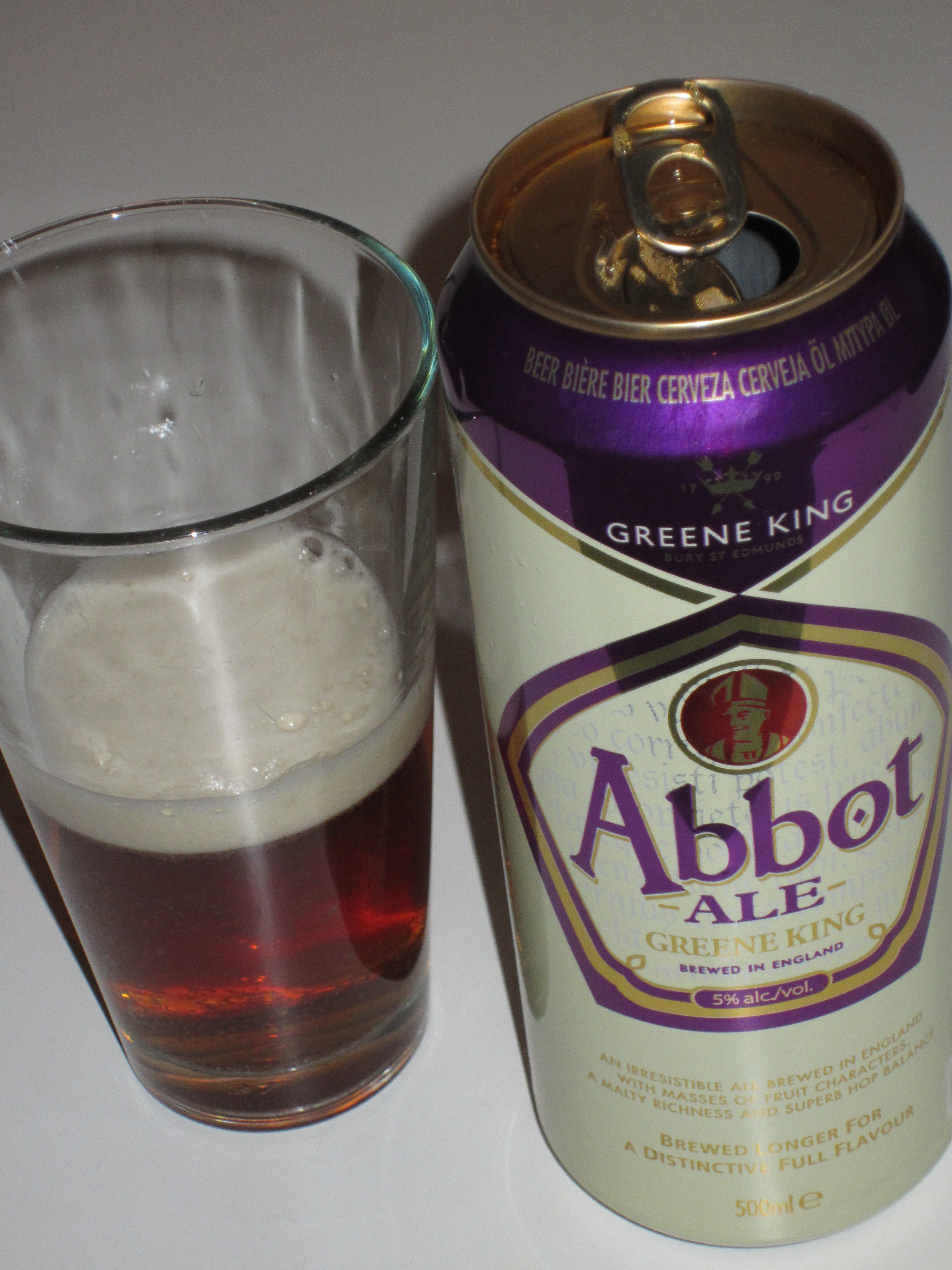
Abbot Ale

- Abbot Ale — премиум биттер (5.0% об.) впервые сварен в 1950-х.[7]
- Greene King IPA — английский IPA (3.6% об.) подается в пабах, есть баночная версия.[8] Выиграл золотую награду CAMRA в 2004 г. в категории биттеров.[9]
- IPA Export — крепкий касковый биттер (5.0% об.).[8]
- Olde Suffolk/Strong Suffolk Vintage — крепкий старый эль (6% об.) смесь из двух элей, один из которых выдержан в дубовой бочке 2 года.[10]
- St Edmunds — золотой эль (4.2% об.).[11]
- Greene King XX Mild — тёмный касковый мягкий эль (3% об.).[12]

### Hardy’s and Hansons
- Olde Trip — 4,3% премиум эль. Назван в честь старейшей ноттингемской таверны страны Ye Olde Trip To Jerusalem[англ.].[13]

### Belhaven
- Belhaven Best
- Nowhere Pale Ale
- Twisted Grapefruit IPA

### Morland
- Old Speckled Hen — популярный биттер, есть касковая и бутылочная версии. Впервые сварен в 1979 г.[14] В 2008 году Greene King выпустила выдержанную в дубовой бочке суперэкслюзивную версию Old Speckled Hen под названием Old Crafty Hen (6.5%).[15]
- Hen’s Tooth — 6,5% об. пиво с дозреванием в бутылке.[16]
- Tanners Jack — 4,4% об.[17]
- Morland Original — 4,0% об., биттер.[18]

### Ridley’s
- Old Bob — 5,1% есть касковая и бутылочная версии.[19]

### Ruddles
- Ruddles County — 4,7% биттер.[20]
- Ruddles Best Bitter — 3,7 % сессионный биттер.[21]
- Ruddles Orchard — 4,2% касковый биттер, состоит из Ruddles County с добавлением яблочного концентрата.[22]

### Trader Joe’s
- The King’s English — 6,0% экспортный IPA.[23]